# Nicolas de Jong
Nicolas de Jong (Chambray-lès-Tours, 15 de abril de 1988) es un jugador de baloncesto franco-holandés que actualmente está sin equipo. Con 2,11 metros de altura juega en la posición de Pívot. Es internacional absoluto con Holanda.

## Trayectoria Profesional
Hijo de padre holandés y madre francesa, se formó en el Tours Joué Basket de la Nationale Masculine 2 (4ª división francesa), donde estuvo dos años, desde 2006 hasta 2008.
Los siguientes tres años (2008-2011), los pasó en el JA Vichy, compaginando el filial con el primer equipo de la Pro A en su primera temporada.
En su primer año (2008-2009), jugó 7 partidos de liga y 4 de EuroChallenge, promediando en liga 0,3 puntos y 0,4 rebotes en 3,7 min, mientras que en EuroChallenge promedió 1 punto, 1,5 rebotes y 1,3 tapones en 10 min de media.
En su segundo año (2009-2010), jugó 7 partidos de liga con un promedio de 3 puntos y 3,1 rebotes en 8,3 min.
En su tercer y último año (2010-2011), jugó 22 partidos de liga con un promedio de 3 puntos (59,5 % en tiros de 2, 50 % en triples y 70 % en tiros libres) y 2 rebotes en 8,7 min.
Disputó un total de 36 partidos de liga con el conjunto de Vichy entre los tres años, promediando 2,1 puntos y 1,8 rebotes en 6,9 min de media.
En el verano de 2011, firmó por dos años por el Strasbourg IG. En 2013 fue subcampeón de la Leaders Cup y de la Pro A.
En su primera temporada (2011-2012), disputó 21 partidos de liga con un promedio de 4,7 puntos (51,7 % en tiros de 2 y 69,2 % en tiros libres) y 1,9 rebotes en 11 min de media.
En su segunda y última temporada, disputó sólo 4 partidos de play-offs con un promedio de 1 punto (100 % en tiros de 2) en 2,8 min de media.
El 11 de agosto de 2013, los Sharks Antibes, anunciaron su fichaje para la temporada 2013-2014.
Disputó 30 partidos de liga con el cuadro de Antibes, promediando 6,7 puntos (52,4 % en tiros de 2 y 67,6 % en tiros libres) y 3,8 rebotes en 16,9 min de media.
El 29 de mayo de 2014, el Cholet Basket, anunció su fichaje por dos temporadas.
En su primera temporada (2014-2015), jugó 34 partidos de liga con un promedio de 8,6 puntos (51,2 % en tiros de 2 y 72,1 % en tiros libres) y 4,6 rebotes en 19,4 min.
En su segunda temporada (2015-2016), jugó 21 partidos de liga con un promedio de 11,1 puntos (58,6 % en tiros de 2 y 73,3 % en tiros libres) y 3,2 rebotes en 18 min.
El 1 de octubre de 2021, firma un contrato temporal como jugador del Club Baloncesto Estudiantes de la Liga LEB Oro, para cubrir la baja por lesión de Felipe Dos Anjos.
El 2 de noviembre de 2021, finaliza su contrato con el conjunto madrileño.

## Selección holandesa
Es internacional absoluto con la Selección de baloncesto de los Países Bajos desde 2015, cuando el seleccionador Toon van Helfteren le convocó para el EuroBasket 2015 celebrado entre Alemania, Croacia, Francia y Letonia, finalizando Países Bajos en la 21.ª posición.
Su debut fue en un partido amistoso contra la Selección de baloncesto de Italia, y su mejor partido en el EuroBasket 2015 fue contra la Selección de baloncesto de Macedonia (19 puntos). Disputó un total de 5 partidos en el EuroBasket 2015, promediando 9,8 puntos (51,2 % en tiros de 2) y 4,8 rebotes en 21,8 min de media.
Acabó con el 18º mejor % de tiros de 2 y fue el 18º en tiros de 2 anotados por partido (4,4) del EuroBasket 2015.